# منظمة الشبيبة الدستورية
منظمة الشبيبة الدستورية

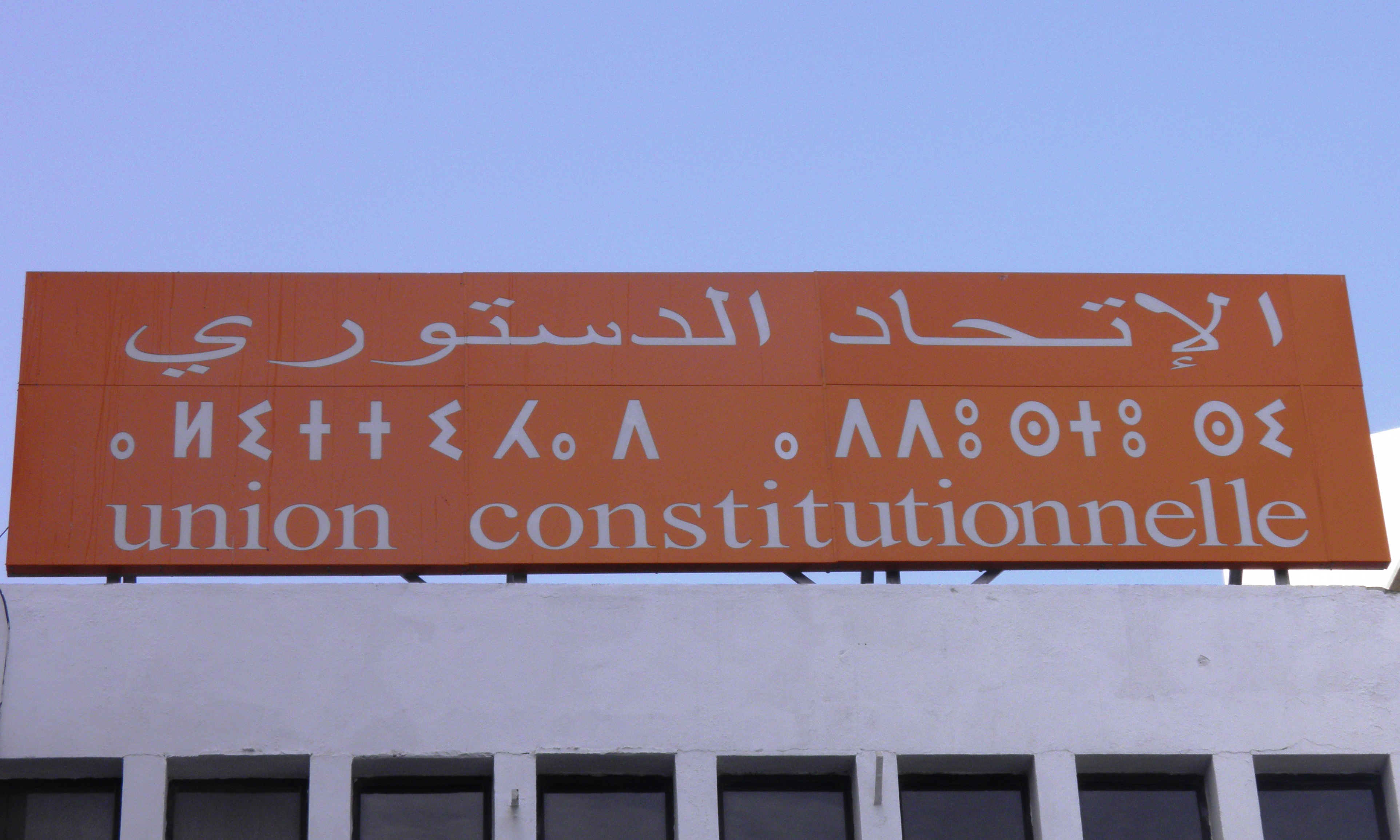

شكل الحراك السياسي المغربي محطة مفصلية مهمة في التاريخ الحديث. ولم تكن منظمة الشبيبة الدستورية بمنأى عن ارهاصات التأسيس لمرحلية جديدة بعد الربيع العربي.في زمن التحولات الإقليمية والعربية والدولية، التي أسقطت أنظمة سياسية قمعية ’ ديكتاتورية وغير ديموقراطية وأعادت الشرعية لإرادة الشعوب المسلوبة، لإسماع الأصوات المبحوحة وافساح المجال لقوى جديدة لتدبير الحكم الذي دفع كلفته الشعوب المقهورة. أرواح من خيرة الشباب العربي. وتاثرت شبيبة الاحزاب المغربية بالصدى المدوي بالثوراث العربية وارتفعت أصوات شبابية مطالبة باحداث التغيير المنشود داخل بنيتها التنظيمية. و نحن كشبيبة دستورية ما زلنا نرافع ونطالب بالإصلاح الديموقراطي والتغيير الاجتماعي’ كأفق لتمكين الشباب المغربي من حقوقه الأساسية الاجتماعية والسياسية والاقتصادية والبيئية والحق في العيش الكريم، وباعتبار الشبيبة الدستورية رافد أساسي للحزب وذراعه التنظيمي الموازي ورافعته الإستراتيجية لضمان السيرورة الهيكلية وافراز نخبة شبابية مؤهلة للانخراط في معركة التغيير والإصلاح الوطني.
لقد تفاعلت الشبيبة الدستورية مع مطامح الشباب العربي، وتماهت مع مطالب الشباب المغربي وعبرت عن عمق انشغالها بقضايا الشباب الاجتماعية والسياسية وعكست التحولات في البنى السوسيواقتصادية .ووعيا منا في بلورة تحديات الشباب المغربي على المستويات التنظيمية والاستراتيجية والمؤسساتية.و تجسيدا لايماننا الراسخ بتخندقنا في مصاف مناصرة قضايا التغيير السياسي والمنافحة عن حقوق الشبيبة، في ارتباط وثيق بمهام استكمال البناء الديموقراطي الحداثي بعد مرحلة الدستور الجديد، الذي دافعنا عنه باستماثة لانه من صميم قناعتنا المبدئية ومرجعيتنا التأسيسية لهرمنا التنظيمية، وقدم حزبنا اقتراحات ذات قيمة مضافة لتعميق الديموقراطية وحقوق الإنسان وصوتنا بنعم، يحدونا الأمل في تنزيل بنودة ومقتضياته، ومازلنا نواصل الانخراط الفعلي الواعي المسؤول في تقديم النموذج الديموقراطي في تدبير العمل الشبابي المنظم لأنه أساس نجاح أي تجربة سياسية مواطنة، وكلنا يقظة ووعي كبيرين بالتجاوب الملكي الحكيم لمطالب الشعب المغربي، وحماية الديموقراطية الأمنة، التي تهددها مصالح أجندات داخلية وخارجية، ومن منطلق دورنا التاريخي في تأصيل الأخلاق الليبرالية الاجتماعية والقيم الوطنية والانفتاح الحداثي.

## التاريخ
منظمة الشباب الدستوري هو بنية موازية لحزب الاتحاد الدستوري في المغرب. وتتكون من أعضاء تحت 40 سنة وذلك في شكل جمعية القانون العام، المعترف بها من قبل السلطات في المملكة المغربية.
تم إنشاء OJC ، خلال مؤتمرها التأسيسي في 18 أكتوبر 1987. بعد المؤتمر الوطني الأول له في عام 1994 ، اكتسب زخما جديدا OJC في عام 2013 من خلال تنظيم مؤتمره الوطني 2 في الدار البيضاء يوم 29 يونيو 2013 .

## الأهداف
طبقا لمقتضيات الظهير الشريف المؤرخ في 03 جمادى الأولى 1378 موافق 15 موافق 1958 كما تم تغييره وتعديله بمقتضى الظهير الشريف رقم 206-02-01 الصادر بتاريخ جمادى الأولى 1423 الموافق ل 23 يونيو 2002، ووفقا للقانون التنظيمي رقم 11-29 الصادر في 22 أكتوبر 2011 المتعلق بالأحزاب السياسية، تم تأسيس منظمة الشبيبة الدستورية وفقا للقانون المسطر أدناه.
الفصل 1 :يوجد مقر منظمة الشبيبة الدستورية بمدينة الدار البيضاء-158 شارع الجيش الملكي، ويمكن نقله إلى مدينة أخرى بقرار من المجلس الوطني
الفصل 2 :الشبيبة الدستورية منظمة وطنية للشباب تستقي مبادئها وتوجيهاتها من مبادئ الاتحاد الدستوري وترتبط به ارتباطا عضويا عن طريق مكتبها الوطني الذي يكون أعضاؤه بقوة القانون أعضاء في الهياكل القيادية للحزب
الفصل 3 : ترمي الشبيبة الدستورية إلى تحقيق الأهداف التالية : 
	المساهمة في تأطير وتنظيم الشباب المغربي واستيعاب متطلباته ثقافيا واجتماعيا وتربويا ورياضيا.•  
	تعبئة الشباب المغربي من اجل المساهمة في بناء المغرب الجديد وفي ظل احترام الدستور والثوابت الوطنية.• 
	بث الوعي في أوساط الشباب المغربي وإذكاء حسه الوطني خدمة للقضايا الوطنية وبناء مجتمع عادل ومتوازن.• 
	إذكاء روح التضامن والمسؤولية لدى الشباب وحثه على المبادرة والالتزام بقيم المواطنة والتضحية في سبيل الوطن• 
	تكوين الشباب المغربي تكوينا أخلاقيا وثقافيا واجتماعيا وسياسيا وسلوكيا بثقافة ليبرالية اجتماعية.•
	العمل على توسيع وتعميم مشاركة الشباب في التنمية السياسية للبلاد . 
	تحصين الشباب المغربي ضد التطرف والانحراف وحثه على التسامح وروح المواطنة عبر تكافؤ الفرص في جميع الميادين والاندماج في جهود التنمية 
	إقامة علاقات الصداقة والتعاون مع الجمعيات الوطنية والهيئات والمنظمات الشبابية الدولية ذات نفس الأهداف.•  
	تنظيم لقاءات دراسية ومخيمات الشباب ورحلات تربوية وثقافية محليا ودوليا.• 
	تنظيم أوراش وطنية ودولية.